# Werner de Lamberts-Cortenbach
Le baron Werner de Lamberts-Cortenbach, né le 1er août 1775 au château de Crèvecoeur à Herve et mort le 1er septembre 1849 au château de Terkeelen à Saint-Trond, est un homme politique belge membre de la famille de Lamberts-Cortenbach qui exerça différentes fonctions importantes en Belgique. Il fut successivement gouverneur Flandre-Orientale et de Limbourg.

## Biographie
Le baron Werner de Lamberts-Cortenbache est né à Herve au château de Crèvecoeur dans la province de Liège, il était le fils du baron George-Xavier von Lamberts zu Cortenbach (1723 - 1796), son père portait le titre de baron du Saint-Empire et était pair du comté de Namur, seigneur des Hauts-Bans de Herve, de Charneux, de Thimister, de Chêneux et de Bergilez. La mère de Werner de Lamberst-Cortenbach était la baronne Marie-Anne von Veyder-Malberg (1699-1764), tante du baron François-Charles von Veyder-Malberg. Marie-Anne de Veyder-Malberg naquit au château de Malberg, demeure familiale qui appartenait à ses parents. La famille von Veyder-Malberg était réputée être puissante famille de Rhénanie, elle reçut le titre de baron du Saint-Empire le 10 janvier 1732 de la part de l'empereur Charles VI du Saint-Empire en faveur du père de Marie-Anne, François-Maurice von Veyder-Malberg.
Le baron Werner de Lamberts-Cortenbach commença sa vie professionnelle dans l'armée, durant la fin de la révolution brabançonne, il devint porte-drapeau du régiment de Namur qui était commandé par son oncle maternel, le baron Peter-Ernst von Veyder-Malberg. En 1791, à la suite de la restauration de Léopold II du Saint-Empire, il décide de servir dans l'armée du roi Maximilien Ier de Bavière en devenant sous-lieutenant. Sous le royaume uni des Pays-Bas, il deviendra conseiller communal de Saint-Trond et député de l'Ordre équestre aux États provinciaux du Limbourg. Durant cette dernière période, il eut pour collègue le futur régent du royaume de Belgique, le baron Érasme-Louis Surlet de Chokier.

### Révolution belge

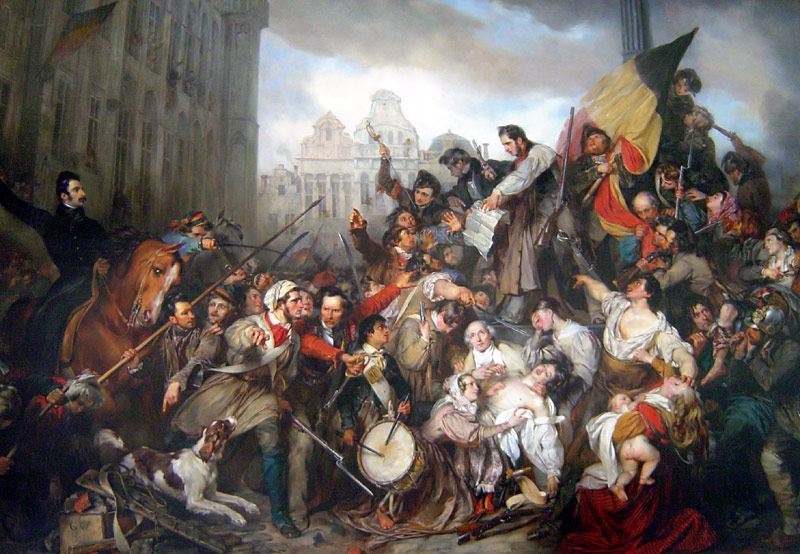
Révolution belge de 1830

Il rentra dans sa patrie vers 1800 et s'engagea dans la légion dite des Francs du Nord, qui fit les campagnes de 1800 et de 1801 avec l'armée Gallo-Batave ; il y devint sous-lieutenant le 28 août 1800, lieutenant le 23 mars 1801, et abandonna définitivement la carrière militaire au licenciement de ce corps. Élu membre des États provinciaux du Limbourg, il fit une opposition vigoureuse au gouvernement des Pays-Bas.
Réputé pour la vigueur de son patriotisme, le baron de Lamberts-Cortenbach était connu pour ses convictions, et surtout son infatigable persévérance à revendiquer toutes les libertés religieuses et politiques dont l'empreinte fut déposée dans la Constitution du royaume des Pays-Bas en 1815. Quelques années plus tard, lorsque les forces commencèrent à s'organiser en faveur de l'indépendance de la Belgique, il fut un des premiers à adhérer à l'Union des catholiques et des libéraux conclue en 1828 que se concrétisa par la création du mouvement pour l'Unionisme. À la suite de ces actions, il devint tellement populaire qu'il attirait toutes les attentions et fut nommé par un décret du gouvernement provisoire du 29 décembre 1830 les fonctions de Gouverneur de Flandre-Orientale. Il fut nommé gouverneur du Limbourg par arrêté royal du 21 septembre 1834, chevalier de l'Ordre de Léopold le 12 juillet 1835.
Werner de Lamberts-Cortenbach est mort le 1er septembre 1849 au château de Terkeelen à Melveren (Saint-Trond).

## Descendance
Le baron Werner de Lamberts-Cortenbach épousa Marie-Thérèse de Bex (1799-1883) à Liège le 1er octobre 1817, fille du chevalier Jean-Pierre de Bex (1768-1845), chevalier du Saint-Empire et bourgmestre de Liège et de Marie-Agnès de Grumsel d'Emale. La famille de Bex était une ancienne famille et noble famille du Saint-Empire remontant au XIVe siècle. À la suite du mariage de Werner de Lamberts-Cortenbach et Marie-Thérèse de Bex, naquirent sept enfants:
- baronne Louise de Lamberts-Cortenbach (1820-1904) ∞ Waldor-Louis de Modave de Masogne, éc. (1807-1880)
- baronne Françoise de Lamberts-Cortenbach (1821-1896) ∞ chevalier Joseph-François van Brienen (nl) (1816-1891)
- baronne Caroline de Lamberts-Cortenbach (1822-1906) ∞ chevalier Charles-Henri de Longrée (1782-1871)
- baron Ferdinand de Lamberts-Cortenbach (1826-1912) ∞ Émilie de Foestraets (1832-1890)
- baron Frédéric de Lamberts-Cortenbach (1828-1908) ∞ Octavie Halleux (1833-1913)
- baron Rodolphe de Lamberts-Cortenbach (1837-1914) ∞  Hortense Cruts (1836-1903)
- baron Léon de Lamberts-Cortenbach (1842-1910) ∞ Pauline-Constance de la Barre d'Erquelinnes (1845-1899)